# カトリック本河内教会
カトリック本河内教会（カトリックほんごうちきょうかい）は、長崎県長崎市にある、キリスト教（カトリック）の聖堂。
コンベンツァル聖フランシスコ修道会が、カトリック長崎大司教区より司牧の委託を受けている。

## 解説
毎年5月の最終日曜日と10月の最終日曜日にそれぞれ「ルルドまつり」と「ロザリオまつり」を行っている。
当教会の敷地内にはルルド、聖母の騎士社、聖コルベ記念館、聖母の騎士幼稚園、聖母の騎士高校が併設されている。